# Christoph Dientzenhofer
Christoph Dientzenhofer (cz. Kryštof Dientzenhofer, ur. 7 lipca 1655 w Rosenheim, zm. 20 czerwca 1722 w Pradze) – niemiecki architekt, który był głównym przedstawicielem czeskiego baroku.
Christoph Dientzenhofer był członkiem dużej rodziny niemieckich architektów i ojcem Kiliana Ignaza Dientzenhofera. Obaj pracowali razem w Pradze m.in. przy kościele św. Mikołaja (1703–11, 1732–52) i klasztorze na Břevnovie (1708–21).

## Obiekty
- Kościół św. Jakuba Większego w Ruprechticach[2]
- Kościół św. Michała Archanioła w Vernéřovicach[3]